# La Garrofa
La Garrofa es una localidad y pedanía española perteneciente al municipio de Almería, en la provincia de Almería, situada a 6 km del núcleo principal. En 2021 contaba con 7 habitantes (INE).

## Etimología
El origen del nombre es derivada de algarroba, ya que en el lugar existían numerosos cultivos de algarrobos.

## Geografía física
Está situado en la parte occidental de término municipal de Almería, 6 km al este de la capital. junto al barranco de La Garrofa.

## Geografía humana

### Demografía
| Gráfica de evolución demográfica de La Garrofa entre 2000 y 2022   |
|                                                                    |
| Población de derecho (2000-2022) según el padrón municipal del INE |

## Historia
Del siglo XVI data la torre de La Garrofa para vigía y defensa de la costa ante la amenaza de los piratas berberiscos. El 27 de marzo de 1567, Jueves Santo, se produjo un desembarco de tres barcos piratas berberiscos en las playas de La Garrofa y El Palmer, que avanzaron hasta la venta Quiciliana (Gádor), tomando a una docena de vecinos para venderlos como esclavos. El robo fue frustrado por los soldados y vecinos de Almería. El origen del pequeño núcleo de población se remonta a finales del siglo XIX cuando se construyen en el lugar las de viviendas de los carabineros del cuartel situado en la Torre de la Garrofa. En 1881 se abre al tráfico la carretera del Cañarete, para el que se construyó un viaducto de nueve arcos en La Garrofa.
Durante al guerra civil, el 15 de agosto de 1936, tuvo lugar el asesinato de los mártires de La Garrofa.
En 1957 se construye el Camping de La Garrofa, uno de los primeros de España, siendo muy frecuentado por turistas extranjeros.

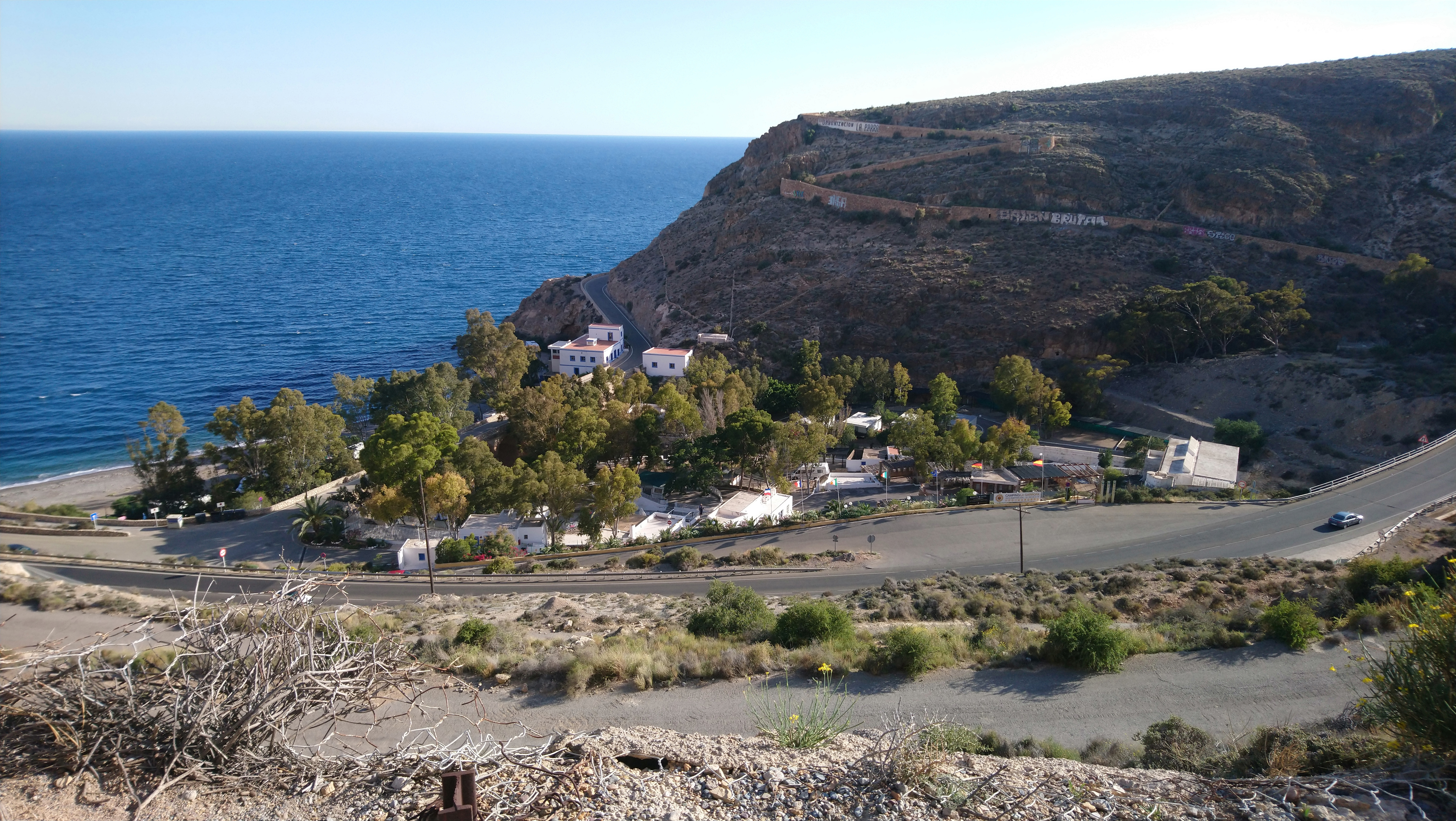
Panorámica del Camping de La Garrofa

## Lugares de interés

### Monumento a los mártires de La Garrofa

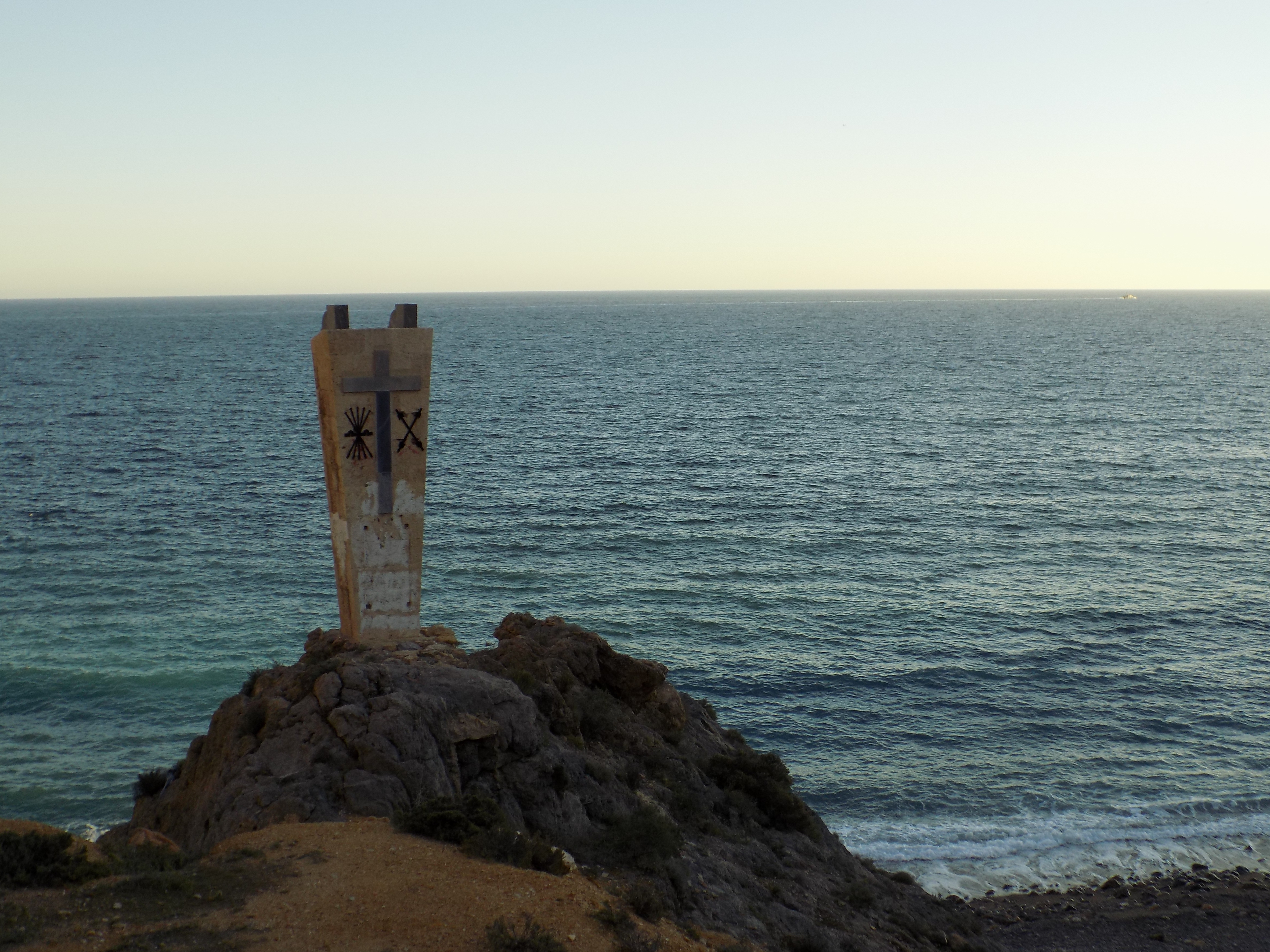
Imagen del monumento a los mártires de La Garrofa

Monumento de recuerdo a los 28 asesinados el 15 de agosto de 1936 a mano de milicianos del Frente Popular. Conocidos como mártires de La Garrofa, tras ser fusilados fueron arrastrados mar adentro y algunos de los cuerpos aparecieron posteriormente a lo largo de la costa almeriense. Se trataba de empresarios, periodistas y religiosos, algunos declarados mártires y beatos de la Iglesia católica.

#### Lista de fusilados[11]
- Ángel Alcaraz Carretero. Afiliado a Falange, natural de Huércal de Almería, asesinado con 37 años.[12]
- Antonio Bascuñana Giménez
- Luis Belda Soriano de Montoya
- José María Díaz Aguilar
- Julián Fernández Bueso
- Leonardo Flores Díaz
- José Fornieles Navarro
- Juan Gallardo del Rey
- José Guirado Román
- Antonio Lao Martínez
- Juan Jurado Clemente
- Miguel Maldonado Matienzo
- Alfredo Márquez Martín
- José Medina Payán
- Francisco Oliveros del Trell
- Indalecio Palenzuela Palenzuela
- Fructuoso Pérez Márquez
- Pastor Puig Peña
- Francisco Ruano Úbeda
- Diego Ruiz Morata
- Juan Sáez Mirón
- Eusebio Toranzo Martínez
- Juan José Vivas-Pérez Bustos[13]
- Francisco González Vera
- Ricardo Díaz Aguilar
- Miguel Díaz Aguilar
- Andrés Santos Martínez